# Bulbophyllum semiteretifolium
Bulbophyllum semiteretifolium é uma espécie de orquídea (família Orchidaceae) pertencente ao gênero Bulbophyllum. Foi descrita por François Gagnepain em 1930.